# 阿列克谢·谢苗诺维奇·舍因
阿列克谢·谢苗诺维奇·谢因（俄语：Алексей Семенович Шеин ，1662年—1700年2月12日）是俄罗斯軍事人物和政治人物以及波雅尔，第一任俄罗斯沙皇國大元帅(1696)，他是米哈伊爾·薛寧的曾孙。